# 船桅之戰
船桅之戰（阿拉伯语：‎）又稱凤凰城海战，是654年由阿布·阿瓦尔（Abu al-A'war）领导的阿拉伯帝國和由君士坦斯二世亲自指挥的東羅馬帝國舰队之间的一场关键海战。
650年代，阿拉伯哈里发消滅了萨珊王朝并继续扩张到東羅馬帝國领土。645年，阿卜杜拉·伊本·賽耳德被他的哈里发奥斯曼·本·阿凡任命为埃及总督。649年，奥斯曼允许穆阿維亞一世進攻賽普勒斯。阿卜杜拉·伊本·賽耳德建立了一支强大的海军。在他的领导下，阿拉伯帝國海军赢得了许多胜利，例如他們於646年在亚历山大港击敗了東羅馬帝國。
654年，穆阿維亞一世決定进行一次远征，而他的舰队在阿布·阿瓦尔的指挥下，沿着安纳托利亚南部海岸推进。君士坦斯二世得知後親自率領一支庞大的舰队阻擊阿拉伯帝國。

## 战斗
两國艦隊在吕基亚的凤凰城（现今菲尼凱）附近的海岸相遇。
由于海面波涛汹涌，為了便於近戰，東羅馬帝國和阿拉伯帝國各自將自己的船只绑在一起排成一排並互相進攻。阿拉伯人最終在战斗中取得了胜利，但双方都损失惨重，君士坦斯二世撤退時甚至與軍官互換服裝，最終狼狽地逃回君士坦丁堡。

## 654 年君士坦丁堡之围
阿拉伯帝國舰队在胜利后卻撤退了。
然而據亚美尼亚历史学家谢别奥斯表示，阿拉伯帝國舰队在凤凰城战役之后继续围攻君士坦丁堡。然而最終没有成功攻入君士坦丁堡，因为不少阿拉伯帝國的船只被一场猛烈的风暴摧毀，東羅馬帝國将这一功勞归因于上帝。穆阿维亞一世之後率軍返回叙利亚。穆斯林方面的史書没有提到圍攻君士坦丁堡这一事件。